# Daemonorops schlechteri
Daemonorops schlechteri är en enhjärtbladig växtart som beskrevs av Karl Ewald Maximilian Burret. Daemonorops schlechteri ingår i släktet Daemonorops och familjen Arecaceae.
Artens utbredningsområde är Sulawesi. Inga underarter finns listade i Catalogue of Life.